# Tropidodipsas zweifeli
Tropidodipsas zweifeli là một loài rắn trong họ Rắn nước. Loài này được Liner & Wilson mô tả khoa học đầu tiên năm 1970.